# Son Ye-jin
Son Ye-jin (손예진), född 11 januari 1982, är en sydkoreansk skådespelare.

## Filmografi (urval)
- 2000: Secret Tears
- 2002: Lover’s Concerto, Chi-hwa-seon
- 2003: The Classic, Crazy First Love
- 2004: A Moment to Remember
- 2005: April Snow, The Art of Seduction
- 2008: Open City, My Wife Got Married
- 2009: White Nights
- 2011: Spellbound
- 2012: The Tower
- 2013: Blood and Ties
- 2014: The Pirates
- 2015: Bad Guys Always Die
- 2016: The Truth Beneath, The Last Princess
- 2018: Be With You, The Negotiation

## TV-serier
- 2001: Delicious Proposal, Sun-hee and Jin-hee
- 2002: Great Ambition
- 2003: Summer Scent
- 2006: Alone in Love
- 2008: Spotlight
- 2010: Personal Taste
- 2011: Secret Garden
- 2013: Don't Look Back: The Legend of Orpheus
- 2018: Something in the Rain
- 2019-2020: Crash Landing on You